# سیاوش (اپرا)
سیاوش - اپوس ۳۹ (به انگلیسی: Siyawash - opus 39) نام یک اُپرا از آثار «لوریس چکناواریان» است.
این اثر چهارمین اپرای لوریس چکناواریان و سومین اپرا از ۴ اپرایی است (رستم و سهراب٬ رستم و اسفندیار٬ سیاوش و ضحاک) که چکناوریان با الهام از شاهنامه فردوسی خلق کرده‌است.
نوشتن این اپرا از سال ۱۳۷۹ آغاز و در آبان سال ۱۳۸۴ به اتمام رسید اما چکناواریان مجدداً به بازنویسی آن پرداخت.
این اثر برگرفته از داستان «سیاوش» شاهنامه است و برای ارکستر بزرگ، سولیست و گروه کر نوشته شده‌است. اپرای سیاوش هنوز اجرا نشده و چکناواریان آرزو دارد تا قبل از مرگ، اجرای اثرش را شاهد باشد.